# Lendas
Lendas (Grieks: Λέντας) – ook geschreven als 'Lentas' – is een dorp op het Griekse eiland Kreta. Het maakt deel uit van de fusiegemeente Gortyna. Lendas is een badplaats aan de Libische Zee, aan de zuidkust van Kreta. Het ligt ongeveer 75 kilometer van Iraklion, ten zuiden van de Messara-vlakte en de plaatsen Mires en Agii Deka.
De naam is mogelijk afkomstig van het Griekse woord Λέοντας (leeuw) en zou refereren aan de vorm van een kaap in de buurt van het dorp, officieus Kaap Liontas genoemd.
Op de plek van Lendas lag in het verleden Levín, dat naast Matala als haven diende voor de stad Gortys. Sedert de vijfde eeuw voor Christus had Levín bekendheid als plaats van de geneeskrachtige bronnen van een Asklepieion. Rijke Romeinen zouden hier in een sanatorium zijn behandeld. In het dorp is een kleine Byzantijnse kerk, die gebouwd is in de 14e eeuw.
Sinds de jaren tachtig van de 20e eeuw heeft zich op kleinschalig niveau toerisme ontwikkeld in het dorp. Oorspronkelijk werd Lendas voornamelijk bezocht door rugzaktoeristen die op het strand kampeerden. In het dorp worden verschillende kamers en appartementen verhuurd. Iets verderop, bij het nieuwe jachthaventje van Loutra, staat een klein hotel.